# آريل جارتين
آرييل جارتن (بالإنجليزية: Ariel Garten)‏ (ولدت في 24 سبتمبر 1979) هي فنانة وعالمة ومفكرة كندية وهي معروفة بعملها في دمج الفنون والعلوم.
تلقي جارتن محاضرات حول موضوعات علم الأعصاب متداخل التخصصات، مثل «علم الأعصاب للأخلاق» (في سلسلة المحاضرات المتلفزة للأفكار الكبيرة لـ Tتي في أو)، و «علم الأعصاب في علم الهضم الجزيئي»، بالإضافة إلى العلاج النفسي والصحة العقلية.
جارتن هي المؤسسة المشاركة (مع تريفور كولمان) والمسؤول الإنجيلي الأول لشركة انتراكسون، وهي شركة كندية متخصصة في برمجيات واجهات الدماغ-الكمبيوتر غيرالاجتياحية.
جارتن أيضًا معالجة نفسية مدربة على البرمجة اللغوية العصبية.
قدمت عروضًا في العديد من الأماكن، بما في ذلك محطة توليد الكهرباء، وعُرضت في معرض الفنون في أونتاريو ومركز بانف للفنون. وقدمت تيد توك. كانت مصممة ملابس رائدة مع متجر يسمى فلافور هول (مغلق الآن) في تورنتو، أونتاريو، كندا. باعت أزياءها في جميع أنحاء أمريكا الشمالية، بما في ذلك هولت رينفرو في تورنتو، وحاضرت في أمريكا الشمالية وأوروبا. 
هي ابنة الفنانة التشكيلية فيفيان ريس المعروفة بأعمالها الزيتية على القماش.